# Haileymandi
Haileymandi là một thị xã của quận Gurgaon thuộc bang Haryana, Ấn Độ.

## Nhân khẩu
Theo điều tra dân số năm 2001 của Ấn Độ, Haileymandi có dân số 17.072 người. Phái nam chiếm 53% tổng số dân và phái nữ chiếm 47%. Haileymandi có tỷ lệ 69% biết đọc biết viết, cao hơn tỷ lệ trung bình toàn quốc là 59,5%: tỷ lệ cho phái nam là 76%, và tỷ lệ cho phái nữ là 62%. Tại Haileymandi, 14% dân số nhỏ hơn 6 tuổi.